# SPORTSシネマ+
SPORTSシネマ+（スポーツ・シネマ・プラス）は、2011年12月より随時、sky･A sports+で放送されているスポーツを題材にした映画を特集する番組である。
番組では、スポーツと文化専門局の特性を生かし、あるスポーツの競技に特定した映画作品を邦画・洋画を問わずラインナップする。

## 放送された・あるいは放送が予定されている作品

### 邦画
- ラストゲーム 最後の早慶戦（大学野球）
- 奈緒子（陸上競技）
- キャッチ ア ウェーブ（サーフィン）

### 洋画
- GOAL!3部作（イギリス・アメリカ合衆国　サッカー）
  - GOAL!・イングランドプレミアリーグの誓い
  - GOAL!2・ヨーロッパチャンピオンへの挑戦
  - GOAL!3・ワールドカップの友情
- ティン・カップ（アメリカ合衆国　ゴルフ）
- リプレイスメント（アメリカ合衆国　ゴルフ）
- 私たちの生涯最高の瞬間（大韓民国　ハンドボール）
- 俺たちダンクシューター（アメリカ合衆国　バスケットボール）
- 少林サッカー（香港　サッカー）
- リトル・ランナー（カナダ　陸上競技）
- レッスン（アメリカ合衆国　社交ダンス）
- RIZE＜ライズ＞（アメリカ合衆国　ストリートダンス）